# Hettick, Illinois
Hettick là một làng thuộc quận Macoupin, tiểu bang Illinois, Hoa Kỳ. Năm 2010, dân số của làng này là 181 người.

## Dân số
Dân số qua các năm:
- Năm 2000: 182 người.
- Năm 2010: 181 người.